# Beato de Las Huelgas
El Beato de Las Huelgas es un manuscrito iluminado que contiene el comentario al Apocalipsis de Beato de Liébana. Data del año 1220 y fue producido para el monasterio de Las Huelgas de Burgos. Se conserva en Nueva York, en la Pierpont Morgan Library, con la signatura Ms M.429.
Se trata de uno de los beatos de mayor formato, el más tardío y de los pocos destinados a un monasterio femenino (como también es el caso del Beato de San Andrés de Arroyo).

## Historia
El códice fue encargado por una dama desconocida para el monasterio de Las Huelgas. No se sabe dónde fue copiado; se ha hecho la hipótesis que pudo ser en San Pedro de Cardeña. En todo caso, intervinieron varios miniaturistas; al menos dos de Toledo y un tercero, menos experto.
Enrique Flórez (1702-1773) todavía estudió el beato en 1770 en Las Huelgas, donde fue hasta 1869; fue comprado por J. Pierpont Morgan (1837-1913) a Lionel Harris en Londres en 1910.

## Descripción
El códice mide 520 x 370 mm y es, por tanto, el beato de mayores dimensiones conservado. Consta de 184 folios de pergamino, escritos en dos columnas de 46 líneas en letra carolina minúscula. En el folio 184 se da como año de confección en 1258 de la era hispánica, es decir en 1220. Es una copia del Beatus de Tábara y contiene dos colofones, un copiado del Beatus de Tábara y el otro propio.
Contiene el Comentario en el Apocalipsis de Beato de Liébana (folio 1-149v) y el comentario de San Jerónimo del Libro de Daniel (folio 150-182).
En 116 folios hay miniaturas hechas por, al menos, tres miniaturistas diferentes. 46 de estas miniaturas ocupan todo el folio, algunas incluso a doble folio; las demás tienen formatos menores.
La encuadernación actual es del XVII, en terciopelo rojo.

Ilustraciones del Beato de Las Huelgas
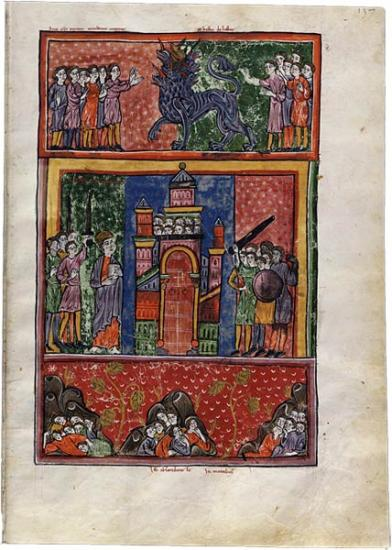
Fol. 137; ataque de Satanàs
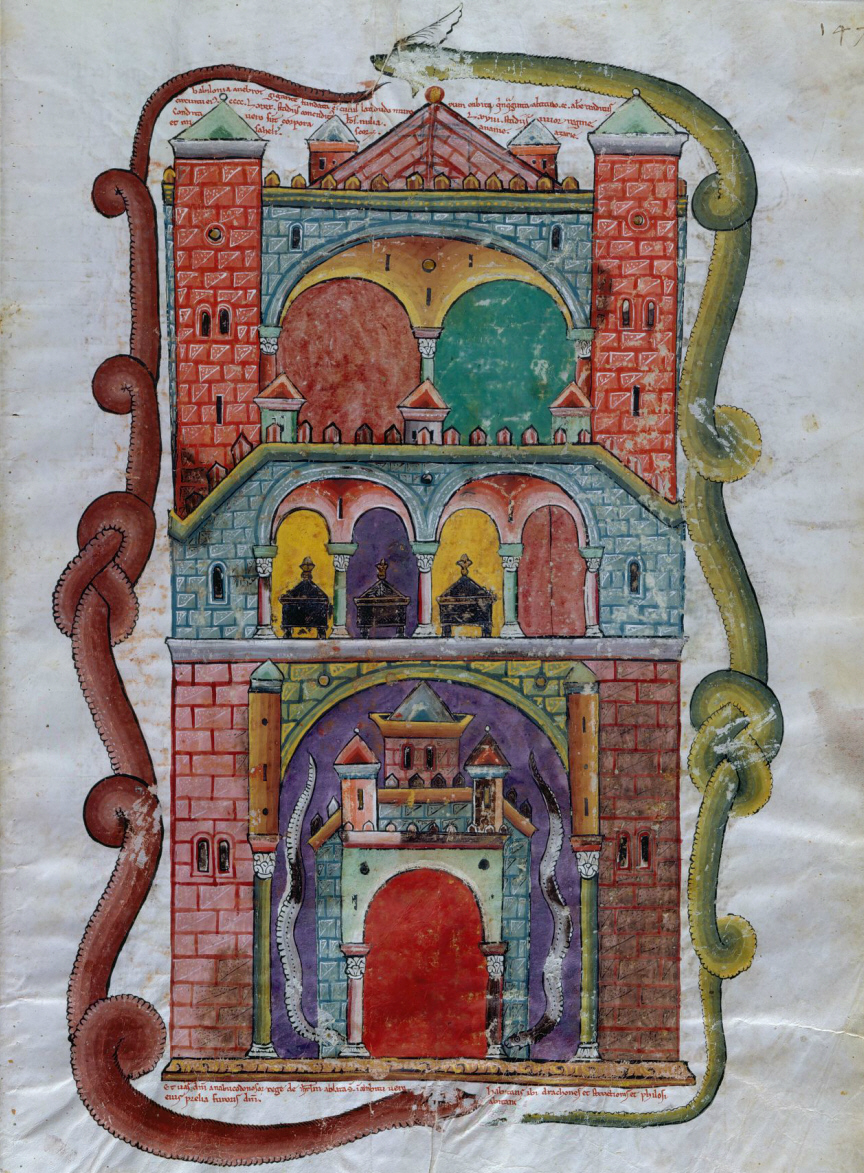
Fol. 147; Babilonia envuelta por la serpiente
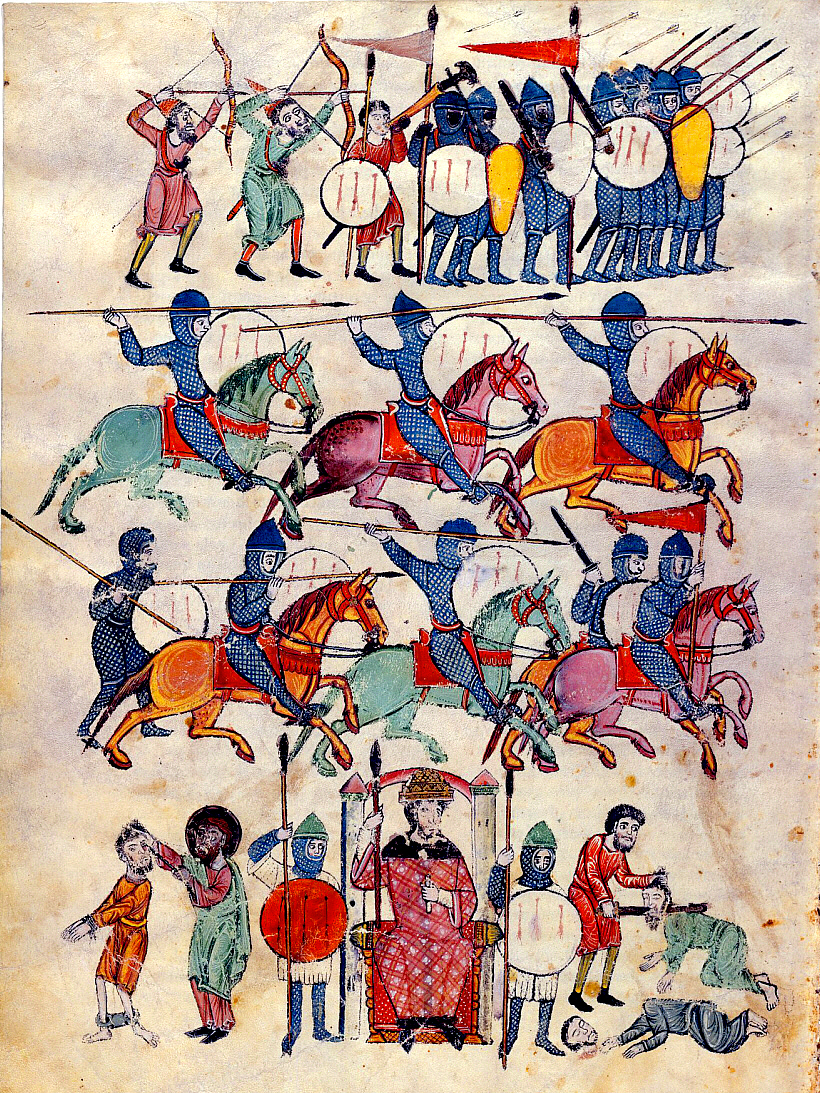
Fol. 149; sitio de Jerusalén
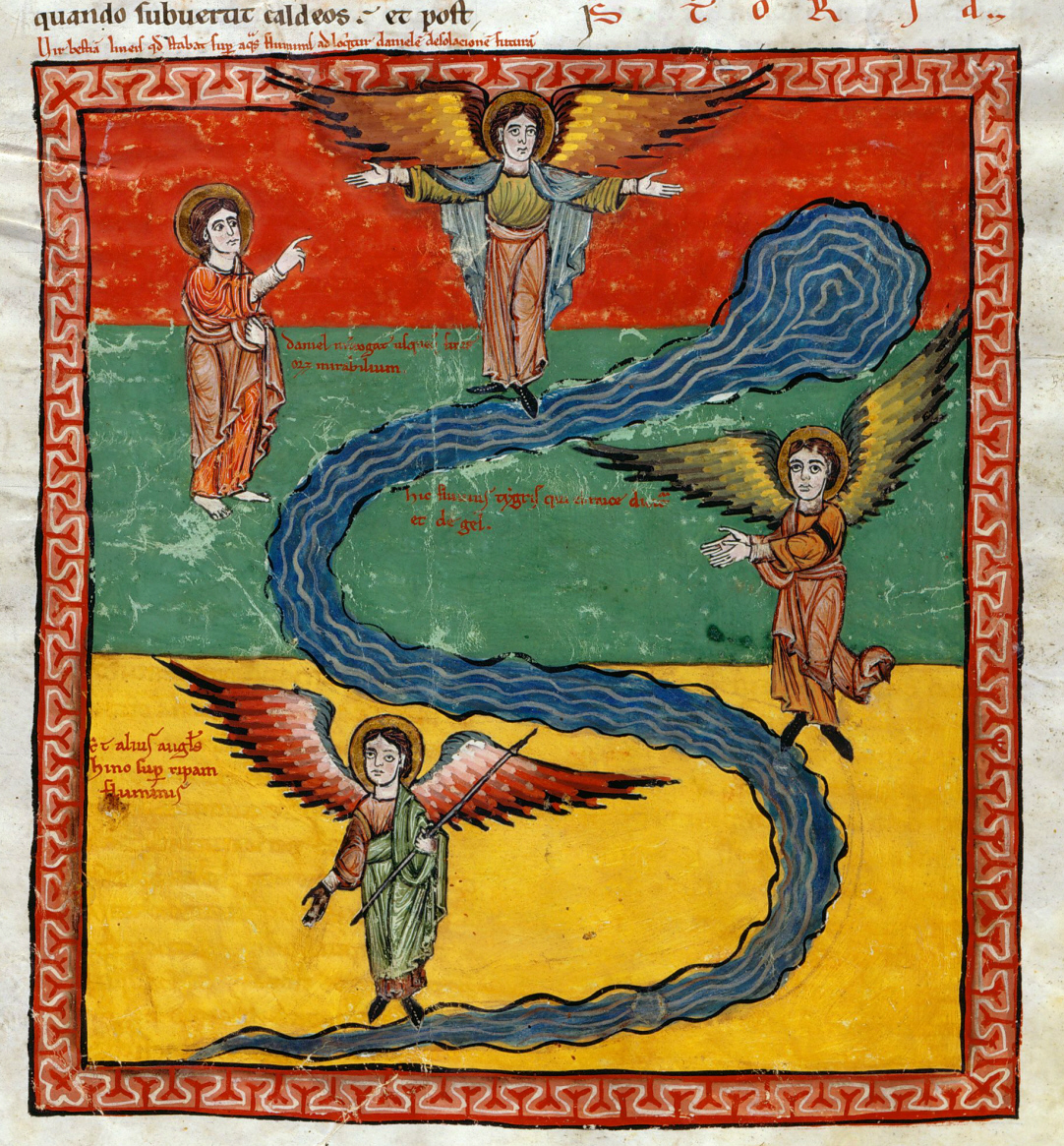
Fol. 172v; el profeta Daniel y tres ángeles